# Монте Мауро (Беневенто)
Монте Мауро је насеље у Италији у округу Беневенто, региону Кампанија.
Према процени из 2011. у насељу је живело 243 становника. Насеље се налази на надморској висини од 467 м.